# Sawdust (film 1923)

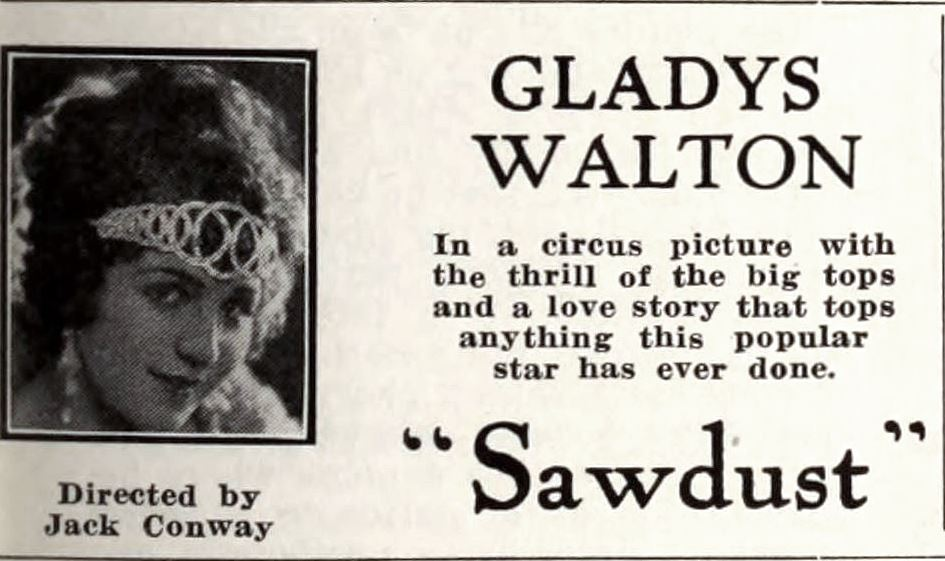

Sawdust è un film muto del 1923 diretto da Jack Conway.

## Produzione
Il film fu prodotto dalla Universal Pictures.

## Distribuzione
Il copyright del film, richiesto dalla Universal Pictures, fu registrato il 13 giugno 1923 con il numero LP19108.
Distribuito dalla Universal Pictures, il film uscì nelle sale degli Stati Uniti il 25 giugno 1923.